# Тчув (гміна)
Гміна Тчув (пол. Gmina Tczów) — сільська гміна у центральній Польщі. Належить до Зволенського повіту Мазовецького воєводства.
Станом на 31 грудня 2011 у гміні проживало 4888 осіб.

## Площа
Згідно з даними за 2007 рік площа гміни становила 72.12 км², у тому числі:
- орні землі: 88.00%
- ліси: 7.00%

Таким чином, площа гміни становить 12.63% площі повіту.

## Населення
Станом на 31 грудня 2011:
| Опис     | Загалом | Загалом | Чоловіки | Чоловіки | Жінки | Жінки |
| -------- | ------- | ------- | -------- | -------- | ----- | ----- |
| одиниця  | осіб    | %       | осіб     | %        | осіб  | %     |
| все      | 4888    | 100     | 2516     | 51.47    | 2372  | 48.53 |
| міське   | 0       | 100     | 0        |          | 0     |       |
| сільське | 4888    | 100     | 2516     | 51.47    | 2372  | 48.53 |

## Сусідні гміни
Гміна Тчув межує з такими гмінами: Ґузд, Зволень, Казанув, Скаришев.